# Exigen Services
Exigen Services (Эксиджен Сервисис) – частная мультинациональная компания, специализирующаяся на оказании услуг по разработке программного обеспечения на заказ и активно использующая гибкие методологии семейства Agile. Компания сертифицирована по стандарту ISO 9000. Штаб-квартира располагается в Сан-Франциско, крупнейшие центры разработки в Риге и Санкт-Петербурге. Клиентами Exigen Services являются крупнейшие мировые концерны из списка Fortune 500 и представители среднего бизнеса, такие, как  T-Mobile, Eniro, Hugin Group, Hollard Group, ACE Group и Julius Baer Group.

## История
В 2000 году Григорий Шенкман и Алек Милославский — основатели компании Genesys, принадлежавшей до недавнего времени Alcatel — создали Exigen Group. Специализацией компании являлась разработка систем автоматизации бизнес-процессов в страховой и банковской индустриях. В результате успешного управления и серии приобретений компаний (американская «Портера» в 2002 и латвийская «Дати Груп» 2004), Эксиджен удалось продемонстрировать стабильный рост и экспансию на новые рынки. В 2006 бизнес по разработке программного обеспечения на заказ был выделен в отдельную компанию, получившую название Exigen Services. В 2007 году было анонсировано слияние с компанией аналогичного профиля StarSoft Development Labs, имевшей на тот момент сеть филиалов в России и на Украине. Это объединение позволило Exigen Services войти в первый эшелон аутсорсеров, специализирующихся на заказной разработке ПО, из постсоветского пространства, в котором помимо них находятся Epam, Luxoft и IBA.
С целью выйти на рынок Китая в 2009 году Exigen Services приобрела местную компанию Taihoo Technology, которая специализируется на разработке заказного программного обеспечения.

## Географическое положение
Штаб-квартира компании находится в Сан-Франциско, Калифорния. Фронт-офисы также располагаются в Нью-Йорке, Брюсселе, Лондоне, Франкфурте, Стокгольме и Копенгагене.
Два самых крупных центра разработки находятся в Риге и Санкт-Петербурге. Помимо этого, представительства компании есть также в Вильнюсе, Казани, Нижнем Новгороде, Минске, Днепропетровске и Одессе (каждый численностью до 100 человек), а также Сучжоу (Китай). Офис в Дубне, был ликвидирован почти одновременно с аналогичным офисом Люксофта в начале 2009 года.
В долгосрочных планах компании — расширение присутствия в азиатско-тихоокеанском регионе. Среди прочего, это уже привело к покупке китайского ИТ-аутсорсера Taihoo Technology. Центр разработки в Сучжоу расширяет вертикальную специализацию компании за счёт опыта реализации проектов в ряде отраслей.

## Технологии и методологии
Как и любая компания такого уровня, Exigen Services имеет опыт разработки во всех современных технологиях. Большинство доступных описаний проектов, выполненных этой компанией упоминает Java EE как основную технологию, но и российский и латвийский офисы являются золотыми партнёрами Майкрософт, и кроме того есть и описания проектов, выполненных на технологии .NET
Известно[кому?] что StarSoft имеет богатую историю применения гибких (Agile) методологий разработки. В 2002 году был выполнен первый проект, использующий экстремальное программирование, в 2004 году начался совместный проект с компанией Dynix по методолгии Scrum. Один из основателей этой методологии Джеф Сазерленд в своей статье 2006 года пришёл к выводу, что этот проект на тот момент являлся самым продуктивным среди известных java-проектов такого размера (порядка 1 миллиона строк кода).
Одной из специфических особенностей позиционирования Exigen Services на рынке является наличие так называемых packages, то есть пакетов услуг фиксированной стоимости. Среди них упоминаются:
- Agile Readiness — исследование готовности компании к применению гибких методологий разработки
- Flex-Agility — способ оформить Agile-проект в виде контракта с фиксированной стоимостью

## Отраслевая экспертиза
Анализ структуры клиентов компании позволяет выявить следующие основные отрасли:
- Страхование Продукт аффилированной компании Exigen Insurance Solutions, называющийся Insurance Process Backbone[11] позволяет автоматизировать практически все основные бизнес-процессы страховой компании. Работы по разработке самого продукта равно как и по его кастомизации для таких компаний как Hollard, Helvetia выполняются силами специалистов Exigen Services.
- Правительственные и муниципальные службы С 1991 года Dati Group занимается разработкой программного обеспечения для различных правительственных и муниципальных служб, таких как Служба Государственных Доходов Латвии, Почта Латвии, Рижская Дума, Рижский общественный транспорт (Rīgas satiksme) и др. В 2010 году из базы данных СГД произошла утечка налоговых деклараций топ-менеджеров Rīgas satiksme[12], в которых подозревают бывший сотрудник Exigen Services Илмар Пойканс[13] Несколько проектов[14] для датского министерства труда и налогово-таможенной службы были сделаны StarSoft (в то время Star Software) совместно с Computer Science Coproration.
- Телекоммуникации С 2004 года компания T-Mobile является клиентом компании StarSoft. В соответствующих проектах занято порядка 160 человек[15], что делает его одним из крупнейших клиентов Exigen Services. Клиентами Exigen Services также являются  Bell Aliant и Tele2 Latvia.
- Медиа В 2004 году одна из крупнейших глобальных звукозаписывающих компаний и Exigen Services образовали совместное предприятие[16] для разработки Shared Royalty Platform — системы автоматизированного подсчёта комиссионных всем заинтересованным лицам при продаже музыки в виде альбомов, сборников, а также цифровой дистрибуции отдельных треков. Exigen Services также участвует в программе трансформации существующих порталов крупного медийного шведского холдинга на платформу EpiServer[17]
- Здравоохранение Одним из старейших клиентов StarSoft является датское подразделение Computer Science Corporation. Продукт LABKA II, разрабатываемый совместно с CSC с 2001 года[18] является комплексной системой для автоматизированного сбора анализов ориентированной на крупные медицинские учреждения. Другим примером может служить партнёрство[19] с компанией американской компанией Sesame Communications, производящей программное обеспечение для дантистов и ортодонтов.
- Хай-тек Традиционно для восточноевропейских аутсорсеров, у Exigen Services достаточно много клиентов среди продуктовых компаний из высоко-технологичного сектора. Среди производителей железа можно выделить: Intel[20]. Производителей ПО больше — среди них и Macromedia[21](до её приобретения Adobe), и Intronis Technologies, и Omniture.
- Логистика/Управление складами В 1999—2003 годах совместно с компанией Berghof были реализованы ряд логистических проектов[22] для таких заказчиков как Адидас, Schreyer, Busch-Jäger и других.